# فریدریشس‌دورف
شهر فریدریشزدورف (به آلمانی: Friedrichsdorf) در ایالت هسن در کشور آلمان واقع شده‌است. این شهر با جمعیتی در حدود ۲۵۰۰۰ نفر سومین شهر بزرگ هخ تانوس (Hochtaunus) بعد از باد همبورگ (Bad Homburg) و ابر اورزل (Oberursel) به حساب می‌آید.
مشهورترین شهروند این شهر بدون شک فیلیپ ریس، معلم فیزیک و مخترع تلفن بود.

## نگارخانه

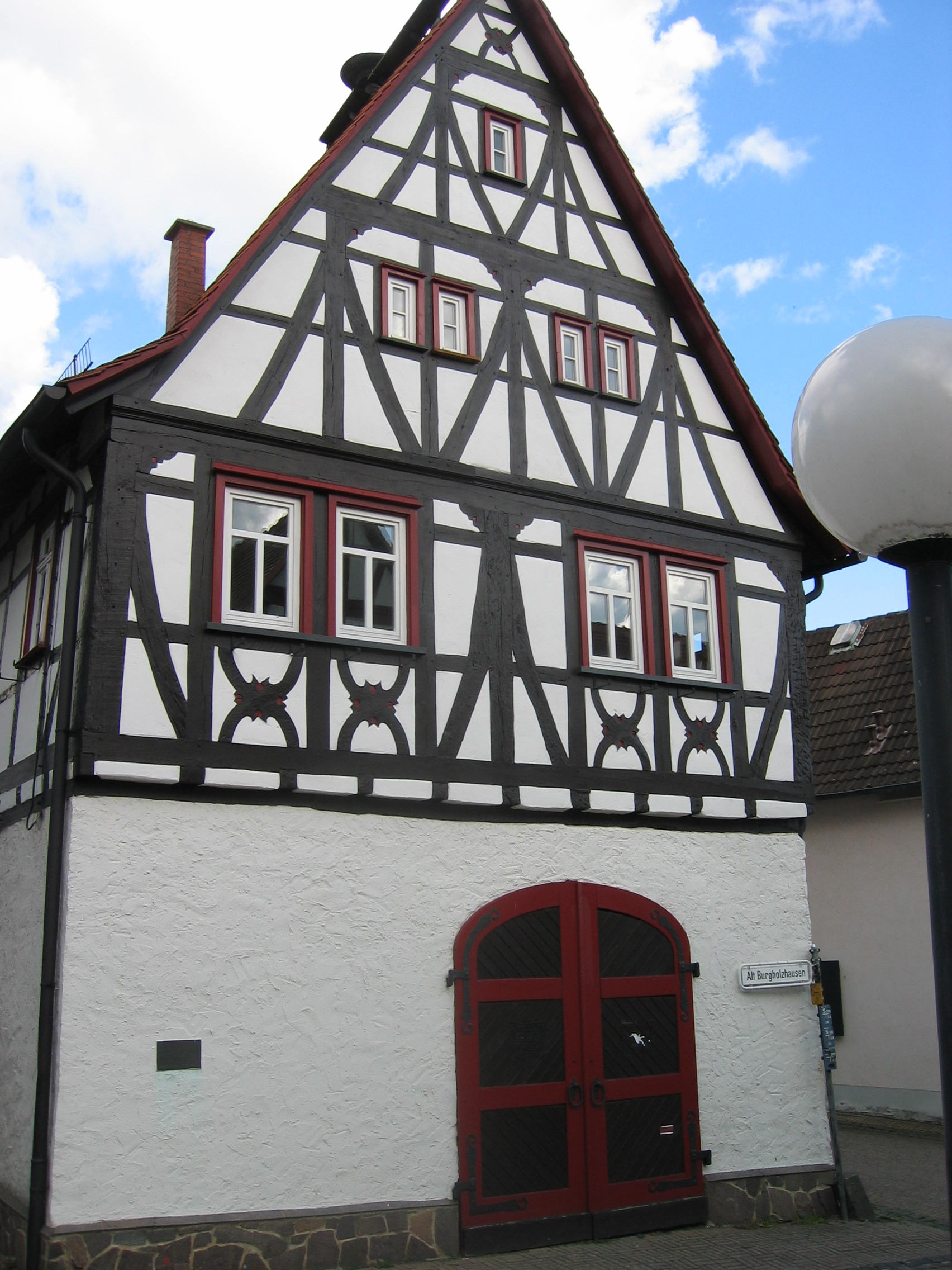
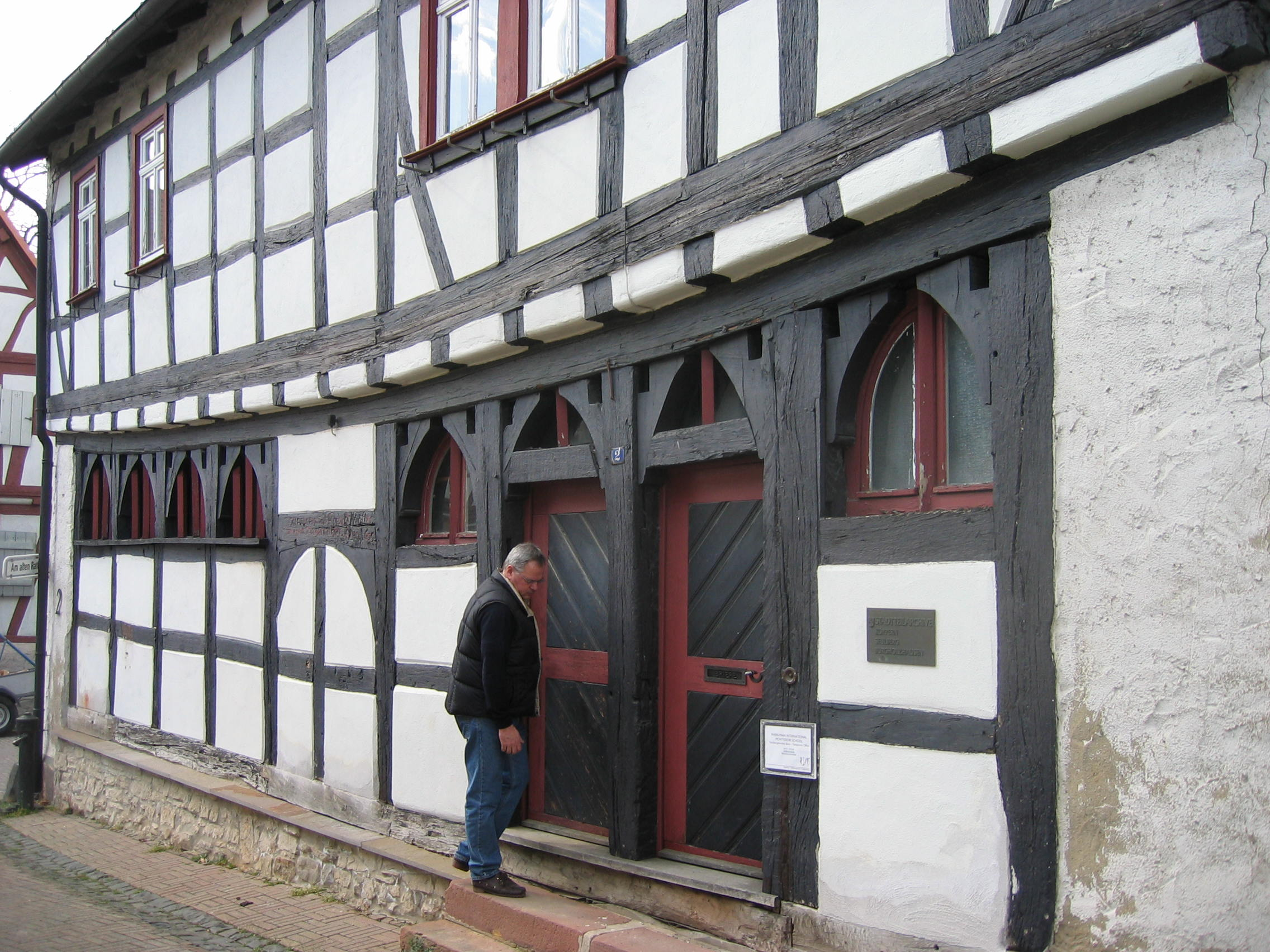
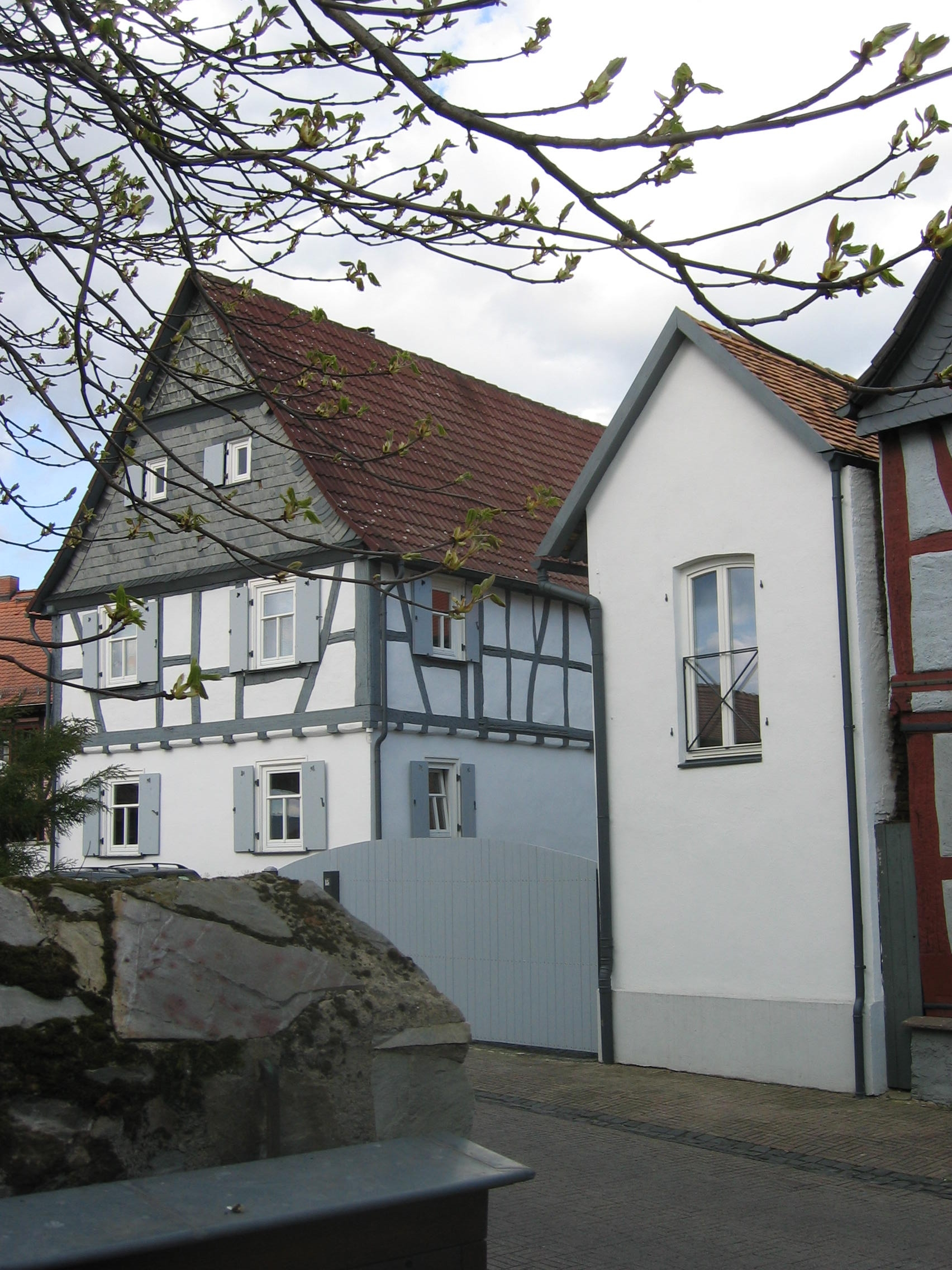